# Školní nekázeň
Za školní nekázeň je považováno porušování školního řádu, který též definuje sankce s tím spojené. Školní nekázeň je definovaná jako polykauzální jev, kde záleží na vnitřních i vnějších vlastnostech konkrétní situace a jejich vzájemné kombinaci.

## Definice
Školní nekázeň můžeme definovat jako opak termínu školní kázeň, jenž jasně vymezuje Obst, a to následovně: „Kázeň ve škole spočívá v tom, jak žáci dovedou zachovávat společenská a školní pravidla, spolupracují s učitelem na plnění cílů výuky a podílejí se na vytváření příznivého sociálního prostředí. Kázeň se projevuje v celkovém pořádku, dodržování základních regulativů od hygieny, pořádku ve školních věcech, šetrného zacházení s vybavením a pomůckami, pravidelností příchodu do školy i ze školy, chování žáků o přestávkách, vypracovávání domácích úkolů, přípravy na výuku a další“.
Primárně se jedná o porušování předem stanovených pravidel, které je trestáno předem známými tresty v rámci školního řádu. Tato pravidla mohou například definovat očekávané standardy oblečení, času, sociálního chování a etiky. Podoba nekázně se mění s vývojem populace, státních systémů a odchylováním se od tradičních hodnot. Při hodnocení jejich vlastností záleží i na morálních a etických hodnotách, které děti nabývají během výchovy v rodině a později si je osvojují i během vyučování.

## Příčiny školní nekázně
Hlavní příčiny školní nekázně v prostředí českých škol se podle současného odborníka zabývajícího se tímto tématem, Stanislava Bendla, řadí do kategorií, ve kterých neukázněnost buď způsobují sami žáci, nebo vyvstane z podnětu učitele či z výchovy v rodině.

### Ze strany učitele
Z pohledu učitele je hlavní příčinou nekázně u žáků např. “roztěkanost; neúcta k hodnotám; lhostejnost ke spolužákům; malý zájem o školní práci; primitivnost některých žáků; puberta; „mazáctví“; malý smysl pro odpovědnost; egoismus některých žáků; agresivita žáků; ve škole je mnoho problémových žáků; psychické poruchy”.

### Ze strany žáka
Na druhou stranu žáci bývají neukáznění i v případech, kdy je učitel nepřipraven na vyučovací hodinu, nemá ve třídě dostatečně vybudovanou autoritu - nejistě vystupuje, je unavený, nevyžaduje kázeň a pro výuku volí nevhodné pedagogické metody.

### Ze strany rodiny
V rámci rodiny se potom může jednat např. o příliš tolerantní výchovu, rodinné problémy nebo nedostatečnou komunikaci mezi členy výchovy a nedůraz na základy výchovy morální a etické. Nekázeň však může shledat původ i v širším okolí, kdy se její rozšířenost přisuzuje i uspěchané době, velkému vlivu masmédií, úpadku tradiční společnosti, přílišné volnosti a nedostatku kladných vzorů.

## Prevence školní nekázně
I v oblasti školní kázně je mnohem efektivnější předcházet jejímu porušování. Mezi prevenci lze zařadit postupy, jež směřují k udržení školní kázně, příp. ke korigování neukázněného chování, které se z pohledu různých autorů liší viz níže.
Podle Kusáka a Dařílka je v rámci pozitivní prevence ukázněného chování důležitá motivace a chvála ze strany učitelů, která má upoutat žákovu pozornost a posílit jeho snahu být vzorným posluchačem ve vyučovací hodině.
Jacob Kounin zavedl následující metody prevence neukázněného chování:
- překrývání - tzv. overlapping; jedná se o schopnost vyučujícího, která mu umožňuje provádět více činností naráz,
- aktivace skupiny - aktivací skupiny se myslí udržení pozornosti všech žáků ve třídě bez nutného vyvolání, a tak jsou díky této technice nuceni o otázce přemýšlet všichni žáci,
- hladkost a spád - tato správně prováděná technika umožňuje ničím nerušený přechod od jedné činnosti ke druhé.

Stanislav Bendl zastává princip jednotného postupu školy při uplatňování tzv. celoškolské politiky kázně, jež tvoří samotná pravidla dodržování kázně. Mezi možnosti prevence řadí primárně vlastnosti učitele, který by měl být důsledný ve svém jednání, ale zároveň nezapomínat na vlídnost. Při přípravě vyučování by měl volit zajímavé metody, vystupovat sebevědomě a používat humor, správně organizovat. Postava učitele by měla být ke všem žákům spravedlivá a zároveň fungovat jako příklad slušného chování.
Chris Kyriacou též definoval některé formy prevence neukázněného chování: procházení celou třídou mezi žáky, měnit tempo a činnost práce a udržovat oční kontakt.

## Důsledky školní nekázně
Jeden z hlavních důsledků nekázně je časová ztráta, ke které dochází v průběhu vyučování. Pedagog musí během vyučování vynakládat časově náročné úsilí k tomu, aby zabránil projevům nekázně ze strany žáků, příp. k jejich řešení a cílit na to, aby udržel žákovskou pozornost a interakci ve vyučovací hodině.
V krajním případě může být důsledkem disciplinárního přestupku žáků nebo studentů napomenutí (důtka) nebo jiný kázeňský trest. Někdy se v takových případech rozlišuje pouze písemné napomenutí a veřejné napomenutí.